# Dekkersduin (schilderij)
Dekkersduin is een olieverfschilderij van de Nederlandse kunstschilder Jan Hendrik Weissenbruch uit 1849. Het werk meet 76,3 x 99,3 centimeter en bevindt zich in het Teylers Museum te Haarlem. 
De verkoop van het schilderij Dekkersduin aan Teylers Museum was Weissenbruchs eerste belangrijke succes als kunstschilder.

## Voorstelling
Het schilderij biedt een panorama over het Westland vanaf Dekkersduin ten zuidwesten van Den Haag. Te zien is het "Afvoerkanaal", waarmee schoon water vanuit de duinen van Scheveningen naar Den Haag werd afgevoerd. Weissenbruch kwam graag op die plek omdat hij hield van de lichteffecten op de vlakte.
Centraal thema van het schilderij is de schildering van de weidse lucht, bij een lage horizon. Duidelijk herkenbaar zijn de invloeden van zijn romantische voorganger Andreas Schelfhout (met name in de nauwkeurige, enigszins gladde schildertrant) en verder terug Jacob van Ruisdael. Later zou Weissenbruchs werk meer beïnvloed worden door het impressionisme.